# Virtual Pascal
Virtual Pascal — бесплатный 32-битный Pascal компилятор, IDE и отладчик для OS/2 и Microsoft Windows, с ограниченной поддержкой Linux. Несмотря на то, что у Virtual Pascal была широкая база пользователей в девяностых годах, в 2005 году было объявлено, что развитие прекращается. Virtual Pascal был разработан Виталием Миряновым, а затем поддерживался Алланом Мертнером. Со стороны пользователей компилятора на них было оказано некое давление, с целью выпуска Virtual Pascal с открытым исходным кодом, но это не было сделано по следующим причинам:
- Компилятор написан на ассемблере Intel. Сложно поддерживать, адаптировать и стабилизировать изменения.

Компилятор совместим с Turbo Pascal, Borland Delphi и Free Pascal, хотя язык и RTL-совместимость ограничены по возможности, представленные после Delphi v2 и FPC 1.0.x. Virtual Pascal был в первую очередь полезен для следующих целей:
- Легко переносить существующие 16-разрядные Turbo Pascal программы до 32 бит.
- Портировать существующие 16-разрядные OWL-программы для 32-разрядных версий Windows
- Создания консольных версий программ для различных платформ

Особенности Virtual Pascal включают в себя:
- Текстовый режим IDE
- Отладчик Virtual Pascal, встроенный непосредственно в IDE и напоминающий Turbo Debugger
- Быструю компиляцию